# تاباكولو أنكاش
تاباكولو أنكاش (الاسم العلمي:Scytalopus affinis) (بالإنجليزية: Ancash Tapaculo)‏ هو نوع من الطيور يتبع جنس التاباكولو من فصيلة التاباكولات.